# Filipa de Eça
Filipa de Eça (c. 1480–1551) foi uma religiosa portuguesa dos séculos XV e XVI, trineta de D. Pedro I e D. Inês de Castro. Eleita para Abadessa do Mosteiro de Lorvão em 1537, foi expulsa por decisão de D. João III. Recorreu da expulsão para o Papa, que 15 anos mais tarde lhe confirmou o direito a ser restituída na sua dignidade de Abadessa.

## Biografia
D. Filipa de Eça era filha bastarda de D. Pedro de Eça, Alcaide-mor de Moura, e de mulher desconhecida. Era bisneta do Infante D. João, Duque de Valência de Campos, e trineta, em linha masculina, do rei D. Pedro I, de Portugal e de Inês de Castro.
Foi Abadessa dos Mosteiros de Celas (desde o ano de 1500) e de Vale de Madeiros e depois do Mosteiro de Lorvão, na primeira metade do século XVI.
Até 1537, as abadessas de Lorvão eram vitalícias, só nesse ano começando a vigorar a eleição por triénios. A família Eça já tinha alguma tradição no cargo, pois entre 1472 e 1521 fora abadessa D. Catarina de Eça, tia paterna de Filipa; e de 1521 e 1537 sucedeu-lhe no cargo a sua prima, D. Margarida de Eça, que havia enviuvado de João Mendes de Vasconcelos, senhor de Alvarenga.

### Eleição para Abadessa e expulsão por ordem régia
Filipa de Eça foi assim eleita formalmente Abadessa do Lorvão, em 11 de fevereiro de 1538, em sucessão a sua prima Margarida. Porém, o rei D. João III logo reagiu à eleição, mandando expulsar a nova Abadessa, designada a seu ver ilegalmente.
A 20 de abril de 1538, véspera de Páscoa, D. Filipa foi fisicamente expulsa do Lorvão, por uma força enviada pelo braço secular, a mando do rei, e composta pelo "corregedor e o juiz de Coimbra, acompanhados de meirinhos, tabeliães, carpinteiros, serralheiros, soldados e muita gente a pé e a cavalo, na qual se compreendiam espingardeiros, besteiros e arqueiros". Esta força assaltou o Mosteiro e, superando a resistência das freiras que procuraram proteger "a murro e à dentada" a sua abadessa, arrastaram D. Filipa para fora do convento, sendo no dia seguinte transportada até o mosteiro de Celas.
Após esta cena, o cargo foi de seguida ocupado por D. Milícia de Melo, transferida do Mosteiro de Arouca para o de Lorvão, por ordem do rei, com a função de regedora. D. Filipa e as religiosas do Lorvão recorreram entretanto da decisão régia para o Papa Paulo III, dando assim início a um importante diferendo que duraria cerca de 15 anos.

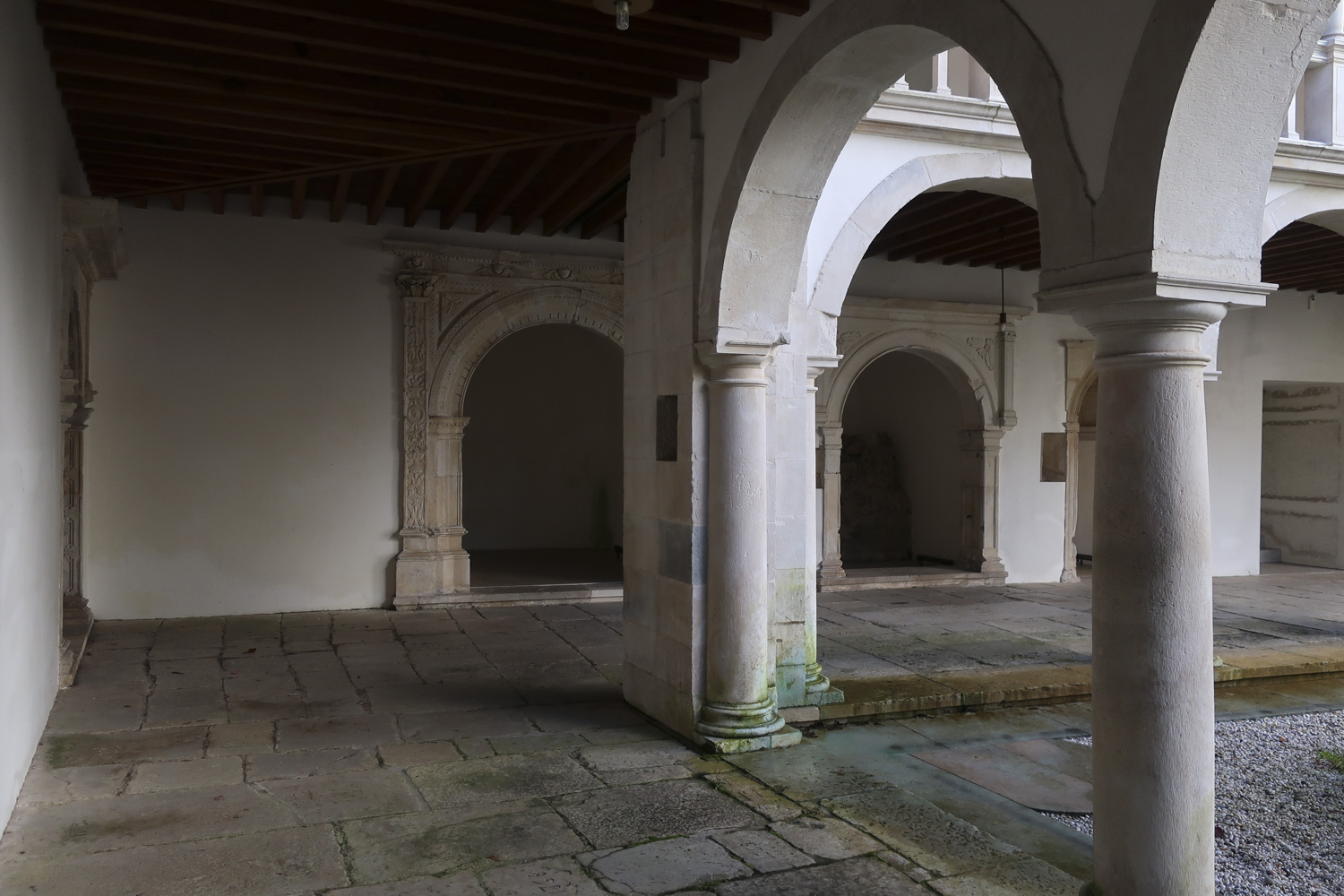
O claustro do Mosteiro de Lorvão, de onde D. Filipa de Eça foi expulsa à força, por ordem de D. João III, no dia 20 de abril de 1538

Filipa de Eça manteve uma relação amorosa com o Poeta e navegador João Gomes de Abreu, sobrinho do Bispo de Viseu adiante referido, da qual nasceu uma filha.
Foi notável como várias religiosas da família Eça se celebrizaram por "ilícitos amores" com homens da família Abreu. Uma meia-tia de D. Filipa, D. Brites ou Beatriz de Eça, Abadessa do Mosteiro de Celas, terá tido amores com o Bispo de Viseu, D. João Gomes de Abreu, que teriam gerado dois filhos (no entanto, há pesquisas históricas recentes colocando algumas dúvidas sobre a real existência dessa hipotética relação). Uma outra tia, a acima referida D. Catarina de Eça, Abadessa de Lorvão, foi amante de Pedro Gomes de Abreu, Senhor de Regalados e sobrinho-neto do Bispo. Finalmente, D. Joana de Eça - filha de uma outra tia de Filipa, Branca de Eça, e de João Rodrigues de Azevedo - também Abadessa de Celas, teve amores com Vasco Gomes de Abreu, irmão do amante de D. Filipa de Eça.
O historiador e genealogista Anselmo Braamcamp Freire comenta, a este propósito, que as Freiras da família Eça pareciam "terem tomado a peito procriarem bastardos dos Abreus". E refere que, em carta do Rei D. João III de Portugal datada de 31 de Agosto de 1543 para o Embaixador de Portugal nos Estados Pontifícios junto do Papa Paulo III, o Rei pede ajuda para combater o alegado "comportamento dissoluto" das religiosas da família Eça no Mosteiro de Lorvão.

### Ganho de causa no tribunal da Igreja
Contudo, no longo pleito que viria a opor D. Filipa de Eça a D. João III, a religiosa acabou por vencer. A Rota Romana, tribunal supremo da Igreja Católica, sempre deu razão à Abadessa, apesar das constantes pressões diplomáticas do monarca português - mesmo depois de D. Filipa, "já velha avó", ter sido alegadamente encontrada em situação algo irregular, na companhia de um padre e sua amante freira. No final, pelo breve Cum dilectes, de 12 de setembro de 1551, o Papa Júlio III recomenda a D. João III que favoreça a Dona Filipa, que por letras apostólicas havia sido restituída à sua dignidade de Abadessa de Lorvão.
Acresce que D. Filipa não se deixou intimidar pelo antagonismo do monarca. A prová-lo está uma carta que ela escreve a D. João III, no mês de maio, em ano incerto (segundo Braamcamp Freire, provavelmente 1544), na qual - respondendo a uma intimação régia para ficar afastada quinze léguas do mosteiro de Lorvão - lembra ao monarca as sentenças já emitidas a seu favor pela Rota Romana, concluindo que "segundo as mui grandes e acostumadas virtudes de V. A. e zelo real de justiça" deveria o rei, em vez de a intimar, "mettel-a de posse da sua abadia".
Assim, Anselmo Braamcamp Freire conclui as suas considerações dizendo que, dada a maneira como D. Filipa de Eça se atreveu a enfrentar o Rei, conseguindo para esse efeito apoio do Papa, ela deve ser considerada afinal como "uma verdadeira heroína''.
D. Filipa de Eça faleceu pouco depois da publicação do breve papal, não chegando assim a reassumir o cargo.

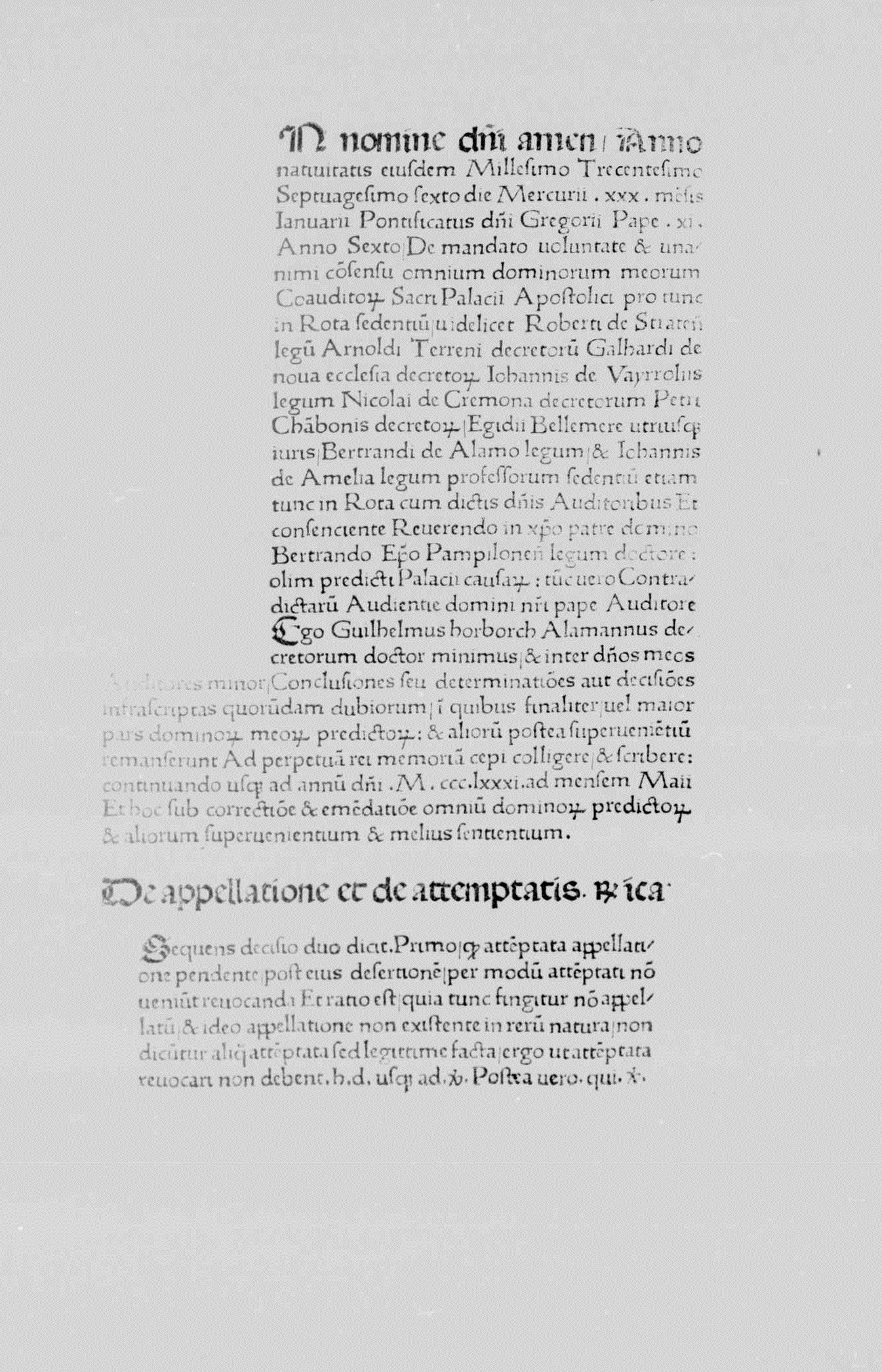
Um exemplo de decisão da Rota Romana, o Tribunal da Igreja Católica que se pronunciou em sentido contrário a D. João III, ao confirmar o direito de D. Filipa de Eça a ser restituída na sua dignidade de Abadessa de Lorvão

## Possíveis razões da oposição régia à sua eleição para Abadessa de Lorvão
Pesquisas históricas recentes sobre as causas do diferendo que opôs o monarca português à Abadessa do Lorvão colocam a questão de poder ter havido algum exagero proposital, da parte de D. João III, no que toca à suposta "imoralidade" do comportamento de D. Filipa de Eça e das religiosas de sua família.
Assim, em 1533, quando teve lugar uma visitação oficial ao Mosteiro de Lorvão (que na altura tinha como Abadessa D. Margarida de Eça) o visitador Dom Edme de Saulieu, abade de Claraval, foi recebido em procissão solene e considerou serem "as freiras obedientes e a Abadessa muito respeitadora". Apenas se detectou então um caso irregular, entre as muitas freiras do Convento, de uma religiosa presa por se ter casado após a profissão. Tudo indicava, nesse ano, que o futuro do Mosteiro iria continuar a desenrolar-se pacificamente.
Esta evidência contrasta fortemente com as descrições da vida no Lorvão, feitas por D. João III, nas muitas cartas que enviou, ao longo dos anos, ao seu Embaixador em Roma, com vista a pressionar o Papa (no final, sem sucesso) no sentido de confirmar a expulsão de D. Filipa de Eça. A realidade é que o visitador cisterciense não encontrou em Lorvão as irregularidades que apurou existirem em outras instituições congéneres, na época.
A historiadora Isabel Drumond Braga coloca várias hipóteses que importaria examinar, a fim de se poder interpretar devidamente as razões que terão levado D. João III a se imiscuir na eleição das Abadessas de Lorvão. Teria o rei um interesse particular em pôr um fim à "dinastia" Eça no Lorvão? Seria isso devido a fricções remanescentes relativas a disputas dinásticas, remontando à crise sucessória de 1383- 1385, entre os descendentes do Infante D. João e o rei de Portugal, como um renomado historiador da Ordem de Cister chegou a sugerir? Ou estaria o rei sobretudo interessado em afastar D. Filipa para eventualmente colocar à frente do Mosteiro um membro da família real?
Isabel Drumond Braga inclina-se para a última hipótese, sobretudo porque, já depois do falecimento de D. João III, a regente D. Catarina de Áustria acabou por nomear para o cargo de Abadessa do Lorvão, em 1560, uma religiosa (D. Bernarda de Lencastre, neta do rei D. Manuel I, por ser filha bastarda do Cardeal D. Afonso de Portugal) com próximo parentesco com a famíla real.

## Descendência
Da sua relação com o acima referido navegador e poeta João Gomes de Abreu, "o das Trovas" — filho de Antão Gomes de Abreu (irmão do já mencionado D. João Gomes de Abreu, bispo de Viseu) com Isabel de Melo de Albergaria — nasceu uma fillha:
- Francisca de Abreu (c. 1500 – c. 1573),[24][25] prioresa do Convento de São Bento da Avé Maria no Porto[26][27] e mãe do mártir jesuíta, Beato Inácio de Azevedo.

## Resumo genealógico
|                                           |                                           |                                           |                                           |                                           |                                           |  |  | D. Pedro I (1320–1367) Rei de Portugal                                    |                                                                           |                                                                           |                                                                           |                                                                           |                                                                           |  |  |                                         |                                         |                                         |                                         |                                         |                                         |  |  |  |  |  |  |  |  |  |  |  |  |  |  |  |  |  |  |
|                                           |                                           |                                           |                                           |                                           |                                           |  |  |                                                                           |                                                                           |                                                                           |                                                                           |                                                                           |                                                                           |  |  |                                         |                                         |                                         |                                         |                                         |                                         |  |  |  |  |  |  |  |  |  |  |  |  |  |  |  |  |  |  |
|                                           |                                           |                                           |                                           |                                           |                                           |  |  |                                                                           |                                                                           |                                                                           |                                                                           |                                                                           |                                                                           |  |  |                                         |                                         |                                         |                                         |                                         |                                         |  |  |  |  |  |  |  |  |  |  |  |  |  |  |  |  |  |  |
| D. Fernando I (1345–1383) Rei de Portugal | D. Fernando I (1345–1383) Rei de Portugal | D. Fernando I (1345–1383) Rei de Portugal | D. Fernando I (1345–1383) Rei de Portugal | D. Fernando I (1345–1383) Rei de Portugal | D. Fernando I (1345–1383) Rei de Portugal |  |  | Infante D. João (1349–1397) Duque de Valencia de Campos (Título espanhol) | Infante D. João (1349–1397) Duque de Valencia de Campos (Título espanhol) | Infante D. João (1349–1397) Duque de Valencia de Campos (Título espanhol) | Infante D. João (1349–1397) Duque de Valencia de Campos (Título espanhol) | Infante D. João (1349–1397) Duque de Valencia de Campos (Título espanhol) | Infante D. João (1349–1397) Duque de Valencia de Campos (Título espanhol) |  |  | D. João I (1357–1433) Rei de Portugal   | D. João I (1357–1433) Rei de Portugal   | D. João I (1357–1433) Rei de Portugal   | D. João I (1357–1433) Rei de Portugal   | D. João I (1357–1433) Rei de Portugal   | D. João I (1357–1433) Rei de Portugal   |  |  |  |  |  |  |  |  |  |  |  |  |  |  |  |  |  |  |
| D. Fernando I (1345–1383) Rei de Portugal | D. Fernando I (1345–1383) Rei de Portugal | D. Fernando I (1345–1383) Rei de Portugal | D. Fernando I (1345–1383) Rei de Portugal | D. Fernando I (1345–1383) Rei de Portugal | D. Fernando I (1345–1383) Rei de Portugal |  |  | Infante D. João (1349–1397) Duque de Valencia de Campos (Título espanhol) | Infante D. João (1349–1397) Duque de Valencia de Campos (Título espanhol) | Infante D. João (1349–1397) Duque de Valencia de Campos (Título espanhol) | Infante D. João (1349–1397) Duque de Valencia de Campos (Título espanhol) | Infante D. João (1349–1397) Duque de Valencia de Campos (Título espanhol) | Infante D. João (1349–1397) Duque de Valencia de Campos (Título espanhol) |  |  | D. João I (1357–1433) Rei de Portugal   | D. João I (1357–1433) Rei de Portugal   | D. João I (1357–1433) Rei de Portugal   | D. João I (1357–1433) Rei de Portugal   | D. João I (1357–1433) Rei de Portugal   | D. João I (1357–1433) Rei de Portugal   |  |  |  |  |  |  |  |  |  |  |  |  |  |  |  |  |  |  |
| D. Beatriz (1372–1408) Rainha de jure     | D. Beatriz (1372–1408) Rainha de jure     | D. Beatriz (1372–1408) Rainha de jure     | D. Beatriz (1372–1408) Rainha de jure     | D. Beatriz (1372–1408) Rainha de jure     | D. Beatriz (1372–1408) Rainha de jure     |  |  | D. Fernando de Portugal, Senhor de Eça (c.1378-c.1460)                    | D. Fernando de Portugal, Senhor de Eça (c.1378-c.1460)                    | D. Fernando de Portugal, Senhor de Eça (c.1378-c.1460)                    | D. Fernando de Portugal, Senhor de Eça (c.1378-c.1460)                    | D. Fernando de Portugal, Senhor de Eça (c.1378-c.1460)                    | D. Fernando de Portugal, Senhor de Eça (c.1378-c.1460)                    |  |  | D. Duarte I (1391–1438) Rei de Portugal | D. Duarte I (1391–1438) Rei de Portugal | D. Duarte I (1391–1438) Rei de Portugal | D. Duarte I (1391–1438) Rei de Portugal | D. Duarte I (1391–1438) Rei de Portugal | D. Duarte I (1391–1438) Rei de Portugal |  |  |  |  |  |  |  |  |  |  |  |  |  |  |  |  |  |  |
| D. Beatriz (1372–1408) Rainha de jure     | D. Beatriz (1372–1408) Rainha de jure     | D. Beatriz (1372–1408) Rainha de jure     | D. Beatriz (1372–1408) Rainha de jure     | D. Beatriz (1372–1408) Rainha de jure     | D. Beatriz (1372–1408) Rainha de jure     |  |  | D. Fernando de Portugal, Senhor de Eça (c.1378-c.1460)                    | D. Fernando de Portugal, Senhor de Eça (c.1378-c.1460)                    | D. Fernando de Portugal, Senhor de Eça (c.1378-c.1460)                    | D. Fernando de Portugal, Senhor de Eça (c.1378-c.1460)                    | D. Fernando de Portugal, Senhor de Eça (c.1378-c.1460)                    | D. Fernando de Portugal, Senhor de Eça (c.1378-c.1460)                    |  |  | D. Duarte I (1391–1438) Rei de Portugal | D. Duarte I (1391–1438) Rei de Portugal | D. Duarte I (1391–1438) Rei de Portugal | D. Duarte I (1391–1438) Rei de Portugal | D. Duarte I (1391–1438) Rei de Portugal | D. Duarte I (1391–1438) Rei de Portugal |  |  |  |  |  |  |  |  |  |  |  |  |  |  |  |  |  |  |
|                                           |                                           |                                           |                                           |                                           |                                           |  |  | D. Pedro de Eça, Alcaide de Moura (c.1430- 1492)                          |                                                                           |                                                                           |                                                                           |                                                                           |                                                                           |  |  |                                         |                                         |                                         |                                         |                                         |                                         |  |  |  |  |  |  |  |  |  |  |  |  |  |  |  |  |  |  |
|                                           |                                           |                                           |                                           |                                           |                                           |  |  |                                                                           |                                                                           |                                                                           |                                                                           |                                                                           |                                                                           |  |  |                                         |                                         |                                         |                                         |                                         |                                         |  |  |  |  |  |  |  |  |  |  |  |  |  |  |  |  |  |  |
|                                           |                                           |                                           |                                           |                                           |                                           |  |  | D. Filipa de Eça (c.1480–1551) Abadessa de Lorvão                         | D. Filipa de Eça (c.1480–1551) Abadessa de Lorvão                         | D. Filipa de Eça (c.1480–1551) Abadessa de Lorvão                         | D. Filipa de Eça (c.1480–1551) Abadessa de Lorvão                         | D. Filipa de Eça (c.1480–1551) Abadessa de Lorvão                         | D. Filipa de Eça (c.1480–1551) Abadessa de Lorvão                         |  |  | Casa Real Portuguesa                    | Casa Real Portuguesa                    | Casa Real Portuguesa                    | Casa Real Portuguesa                    | Casa Real Portuguesa                    | Casa Real Portuguesa                    |  |  |  |  |  |  |  |  |  |  |  |  |  |  |  |  |  |  |